# Minder is meer
Minder is meer is het eerste stripverhaal uit de stripreeks Samber van Yslaire.

## Verhaallijn
Op de begrafenis van hun vader laat Bernard Sambre zijn zus Sarah achter op het kerkhof. Hij dwaalt rond en gaat schuilen voor het onweer onder een brug. Daar ontmoet hij Julie, de stropersdochter met de rode ogen. Voor Bernard terug naar zijn zus gaat, spreken ze af om middernacht. Terug thuis eten ze samen met hun moeder die neef Guizot op bezoek heeft.
En terwijl zijn moeder met neef Guizot in bed duikt, sluipt Bernard weg naar het kerkhof voor zijn afspraak met Julie. In de familiegrafkelder vrijen ze. Daarna vraagt Julie hem haar zijn dood te schenken. Omdat de levenslijn van zijn hand langer is dan de hare, doorsnijdt Julie zijn levenslijn met haar haarspeld. De bloedlijn in zijn hand zie je terug op de kaften van alle boeken van de editie voor 2003.
Terug thuis gaat Bernard slapen om ijlend en koortsig wakker te worden. Julie zoekt hem thuis op maar wordt betrapt door de meid. De moeder neemt Julie apart en herkent haar als de dochter van een Parijse hoer; ze wil haar met een paar goudstukken afkopen waarna Julie beledigd de trappen oploopt om de zieke Bernard in zijn slaapkamer op te zoeken. Sarah verspert haar de weg, neemt haar haarspeld af en wil haar ermee doden. Ze verwijst daarbij naar de geschriften van haar vader, waarin staat
"Want de afstammelingen van de stam, gebrandmerkt met vurige ogen, zullen wraak bekomen, te vuur en te zwaard, met tanden of klauwen, tot in het nakomelingschap van hun beulen."
De moeder neemt Sarah het boek van haar vader af en gooit de papieren minachtend in het haardvuur. Razend doodt Sarah haar moeder met de haarspeld van Julie en probeert nog wat van vaders geschriften uit het vuur te redden. Julie wordt beschuldigd van de moord en ontsnapt naar Parijs.